# اکلرا
اکلرا (به انگلیسی: Aklera) یک منطقهٔ مسکونی در هند است که در راجستان واقع شده‌است.

## خصوصیات
اکلرا ۱۸٬۱۷۲ نفر جمعیت دارد و ۳۰۹ متر بالاتر از سطح دریا واقع شده‌است.